# Alekséievka (Àban)
Alekséievka — Алексеевка (rus) — és un poble al krai de Krasnoiarsk, a Rússia, segons el cens del 2010 tenia 166 habitants. Pertany al districte municipal d'Àban.